# Neuwerk
Neuwerk (en baix alemany Neewark) és una illa frisona alemanya. Té una superfície d'uns 3 km². Hi viuen unes desenes de persones (44 el 2010, 36 el 2017). Té escola amb dos alumnes. Administrativament pertany al bezirk d'Hamburg-Mitte de la ciutat estat d'Hamburg.
Neuwerk està situada entre les desembocadures de l'Elba i del Weser, davant de la costa de Cuxhaven. El barri comprèn també les illes inhabitades de Scharhörn i Nigehörn.

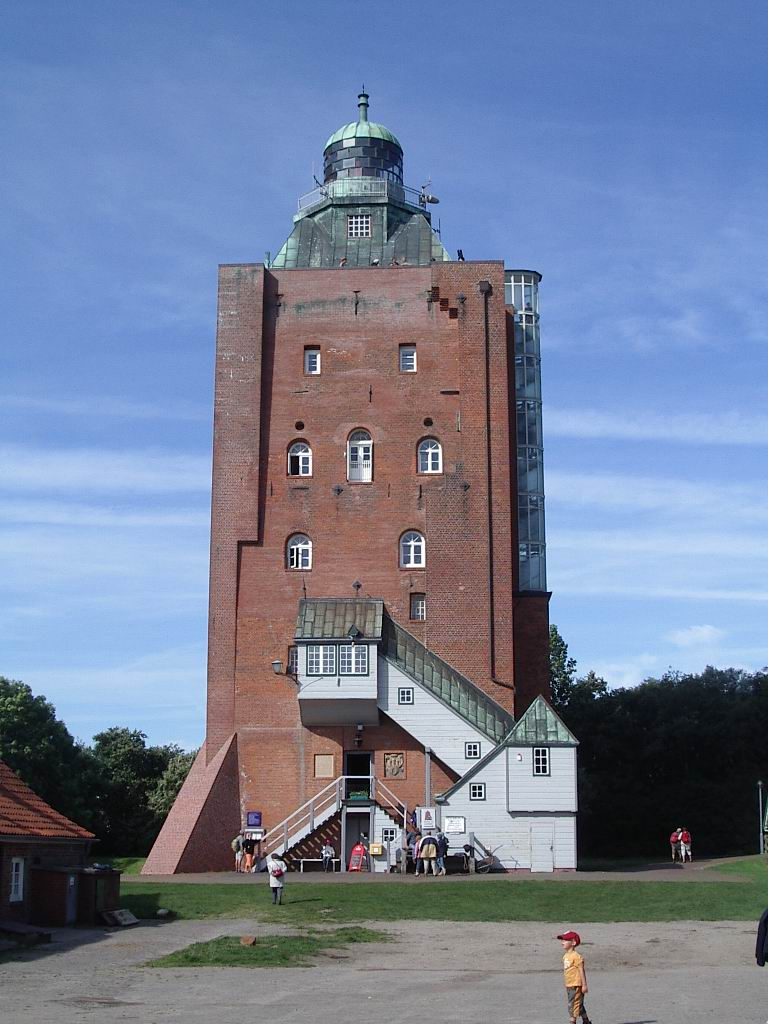
El far de Neewark de 1310, l'edifici més vell de tot l'estat hamburguès

El 1299 els ducs de Saxònia atorgaren a Hamburg el dret d'establir a l'illa una fortalesa per a protegir la navegació a l'Elba dels pirates. Pertany a la ciutat d'Hamburg des de 1316. El 1556 Neuwerk fou polderitzada. Els dics en protegeixen la línia costanera. El 1937, la llei de l'àrea metropolitana d'Hamburg va transferir l'illa a la província prussiana de Hannover. El 1969, després del Pacte de Cuxhaven entre Hamburg i Baixa Saxònia, l'illa va tornar a l'estat d'Hamburg, que comptava construir-hi un avantport d'alta mar, per tal de poder acollir els vaixells amb un calat massa llarg per a entrar a l'estuari de l'Elba. La ciutat estat va abandonar aquest projecte, però el territori va quedar seu.
La part oriental de l'illa pertany al parc natural Hamburgisches Wattenmeer i està protegida. Amb els seus 13.750 ha és el parc més llarg de l'estat.

## Accés
A l'estiu el transbordador MS Flipper connecta l'illa amb el port de Cuxhaven: una barca especial amb un calat de només 1,20 adaptat al Mar de Wadden poc profund. Pot transportar fins a cinc-centes persones. S'hi pot arribar també a peu o amb cotxe de cavalls. Cal un guia expert, car el canvi permanent dels cursos dels priels i la rapidesa de la marea fan la travessada molt perillosa per a qui no coneix la zona. A l'hivern només s'hi pot anar a baixamar amb tractor o en cas d'emergència amb helicòpter. S'organitzen també excursions combinades: travessa a peu anomenat Wattwanderung combinat amb retorn amb barca, o viceversa.